# Enrique Romero
Enrique Fernández Romero (Jerez de la Frontera, 23 juni 1971) is een Spaans voormalig profvoetballer. Hij speelde tien interlands voor het Spaans voetbalelftal.

## Clubvoetbal
Romero begon zijn profloopbaan in 1993 bij CD Logroñés. Na seizoenen bij Valencia CF (1994-1997) en RCD Mallorca (1997-1998) kwam de verdediger in 1998 bij Deportivo de La Coruña. Zijn seizoenen bij de Galicische club vormden de beste periode uit de loopbaan van Romero. Hij won met Deportivo de La Coruña in 2000 de landstitel en in de 2002 de Copa del Rey. Na teleurstellende resultaten in de jaren daarna, was Romero in de zomer van 2006 samen met onder meer Diego Tristán en Víctor Sánchez een van de ervaren spelers die dienden te vertrekken. De verdediger koos  vervolgens voor Real Betis.

## Nationaal elftal
Romero speelde tien interland voor het Spaans nationaal elftal. Hij debuteerde op 23 februari 2000 tegen Kroatië. De verdediger behoorde tot de Spaanse selectie voor het WK 2002. Romero
speelde op het toernooi als basisspeler tegen Zuid-Afrika en Zuid-Korea en als invaller tegen Slovenië. Op 17 november 2004 speelde Romero tegen Engeland zijn laatste interland.
1 Casillas ·
2 Torres ·
3 Juanfran ·
4 Helguera ·
5 Puyol ·
6 Hierro  ·
7 Raúl ·
8 Baraja ·
9 Morientes ·
10 Tristán ·
11 De Pedro ·
12 Luque ·
13 Ricardo ·
14 Albelda ·
15 Romero ·
16 Mendieta ·
17 Valerón ·
18 Sergio ·
19 Xavi ·
20 Nadal ·
21 Enrique ·
22 Joaquín ·
23 Contreras ·
Coach: Camacho